# Украјина на Светском првенству у атлетици на отвореном 2013.
Украјина је на 14. Светском првенству у атлетици на отвореном 2013. одржаном у Москви од 10. до 18. августа, учествовала једанаести пут, односно учествовала је под данашњим именом на свим првенствима од 1993. до данас. Репрезентацију Украјине требало је представљати 61 такмичар у 33 дисциплине (15 мушких и 18 женских), а наступило је 58 (26 мушкараца и 32 жене).,
ИААФ је 20. септембра 2013. објавила резултате допинг тестова. Конастатовано је да је 7 такмичара користило недозвољена средства, међу њима су била и два представника Украјине Јелисавета Бризгина и Роман Авраменко, који су суспендовани, а њихови резултати и пласмани су поништени.
На овом првенству Украјина је делила 8 место по броју освојених медаља са 3 медаље, две златне и једном бронзаном. Поред тога два пута су оборени национални рекорди и 4 лична рекорда. У табели успешности према броју и пласману такмичара који су учествовали у финалним такмичењима (првих 8 такмичара) Украјина је била осма са 51. бодом и 12 учесника у финалу.
| Плас. | Земља    | 1. место | 2. место | 3. место | 4. место | 5. место | 6. место | 7. место | 8. место | Бр. финал. | Бод. |
| ----- | -------- | -------- | -------- | -------- | -------- | -------- | -------- | -------- | -------- | ---------- | ---- |
| 8.    | Украјина | 2        | 0        | 1        | 2        | 1        | 1        | 4        | 0        | 12         | 51   |

## Учесници по дисциплинама
| Дисциплина       | Мушкарци                                                               | Жене                                                                                   |
| ---------------- | ---------------------------------------------------------------------- | -------------------------------------------------------------------------------------- |
| 100 м            | -                                                                      | Наталија Погребњак Олесија Повх                                                        |
| 200 м            | Сергеј Смелик                                                          | Јелисавета Бризгина Марија Рјемјењ Христина Стуј                                       |
| 400 м            | —                                                                      | Наталија Пигида                                                                        |
| 800 м            | Тарас Бибик                                                            | Олга Љахова Наталија Лупу                                                              |
| Маратон          | Васиљ Матвијчук                                                        | Катерина Кармањенко                                                                    |
| 100 м препоне    | —                                                                      | Хана Плотицина                                                                         |
| 400 м препоне    | —                                                                      | Хана Титимец Хана Јарошчук                                                             |
| 3.000 м препреке | Вадим Слободењук                                                       | Валентина Жудина                                                                       |
| 20 км ходање     | Руслан Дмитренко Иван Лосев Андриј Ковенко                             | Олга Јаковенко Људмила Ољановска Олена Шумкина                                         |
| 50 км ходање     | Иван Бензерук Сергеј Будза Игор Главан                                 | —                                                                                      |
| 4 x 100 м        | Игор Бодров Емил Ибрахимов Виталиј Корж Руслан Перестјук Сергеј Смелик | Олесја Повх Наталија Погребњак Марија Рјемјењ Јелисавета Бризгина Викторија Пјатаченко |
| 4 x 400 м        | Владимир Бураков Виталиј Бутрим Јевген Гуцол Михајло Книш              | Олга Љахова Алина Логвиненко Наталија Пигида Дарина Приступа Олга Земљак               |
| Скок увис        | Богдан Бондаренко Андриј Проценко Јуриј Кримаренко                     | Оксана Окуњева                                                                         |
| Скок мотком      | Александар Корчмид Владислав Ревенко Иван Јеромин                      | —                                                                                      |
| Скок удаљ        | —                                                                      | Марина Бех Хана Корнута                                                                |
| Троскок          | Виктор Кузњецов                                                        | Олга Саладуха Руслана Цихоцка                                                          |
| Бацање кугле     | —                                                                      | Олга Голодна Галина Облешчук                                                           |
| Бацање диска     | —                                                                      | Наталија Семенова                                                                      |
| Бацање кладива   | Јевгениј Виноградов                                                    | Ирина Секачова                                                                         |
| Бацање копља     | Роман Авраменко                                                        | Маргарита Дорожон Хана Гацко Вера Ребрик                                               |
| Седмобој         | —                                                                      | Хана Мељниченко                                                                        |
| Десетобој        | Алексеј Касјанов                                                       | —                                                                                      |

## Освајачи медаља

### Злато (2)
- Богдан Бондаренко — скок увис
- Хана Мељниченко — седмобој

### Бронза (1)
- Олга Саладуха — троскок

## Резултати

### Мушкарци
| Атлетичар                                                 | Дисциплина       | Лични рекорд | Квалификације     | Квалификације     | Полуфинале           | Полуфинале           | Финале               | Финале       | Детаљи |
| Атлетичар                                                 | Дисциплина       | Лични рекорд | Резултат          | Место             | Резултат             | Место                | Резултат             | Место        | Детаљи |
| --------------------------------------------------------- | ---------------- | ------------ | ----------------- | ----------------- | -------------------- | -------------------- | -------------------- | ------------ | ------ |
| Сергеј Смелик                                             | 200 м            | 20,58        | 20,52 ЛР          | 3 у гр. 1 КВ      | 20,42 ЛР             | 4 у гр. 3            | Није се квалификовао | 10 / 55 (56) |        |
| Тарас Бибик                                               | 800 м            | 1:46,20      | 1:49,39           | 8 у гр. 1         | Није се квалификовао | Није се квалификовао | Није се квалификовао | 38 / 47 (49) |        |
| Васиљ Матвијчук                                           | Маратон          | 2:10:36      |                   |                   |                      |                      | 2:26:21              | 41 / 51 (70) |        |
| Вадим Слободењук                                          | 3.000 м препреке | 8:19,50      | 8:33,60           | 9 у гр. 1         |                      |                      | Није се квалификовао | 27 / 35 (41) |        |
| Руслан Дмитренко                                          | 20 км ходање     | 1:20:17      |                   |                   |                      |                      | 1:22:14 ЛР           | 7 / 53 (64)  |        |
| Иван Лосев                                                | 20 км ходање     | 1:20:48      | 1:26:32           | 30 / 53 (64)      |                      |                      |                      |              |        |
| Андриј Ковенко                                            | 20 км ходање     | 1:20:22      | 1:23:46           | 15 / 53 (64)      |                      |                      |                      |              |        |
| Иван Бензерук                                             | 50 км ходање     | 3:47:35      | Није завршио трку | Није завршио трку |                      |                      |                      |              |        |
| Сергеј Будза                                              | 50 км ходање     | 3:49:24      | 3:47:36 ЛР        | 13 / 46 (61)      |                      |                      |                      |              |        |
| Игор Главан                                               | 50 км ходање     | 3:46:09      | 3:40:39 НР        | 4 / 46 (61)       |                      |                      |                      |              |        |
| Руслан Перестјук2 Сергеј Смелик2 Игор Бодров Виталиј Корж | 4 х 100 м        | 38,53 НР     | 38,57             | 3. у гр 2         |                      |                      | Нису се квалификовли | 12 / 22 (23) |        |
| Виталиј Бутрим Михајло Книш Јевген Гуцол Владимир Бураков | 4 х 400 м        | 3:02,35 НР   | 3:04,98 НРС       | 6. у гр. 2        |                      |                      | Нису се квалификовли | 21 / 24      |        |
| Богдан Бондаренко                                         | Скок увис        | 2,41 НР      | 2,29              | 1 у гр. Б кв      |                      |                      | 2,41 =НР             |              |        |
| Андриј Проценко                                           | Скок увис        | 2,31         | 2,22              | 11 у гр. А        | Није се квалификовао | =23 / 32 (34)        |                      |              |        |
| Јуриј Кримаренко                                          | Скок увис        | 2,34д        | 2,22              | 10 у гр. Б        | Није се квалификовао | =19 / 32 (34)        |                      |              |        |
| Александар Корчмид                                        | Скок мотком      | 5,81         | 5,40              | 10. у гр А.       | Није се квалификовао | =14 / 33 (40)        |                      |              |        |
| Владислав Ревенко                                         | Скок мотком      | 5,80         | 5,40              | 8 у гр Б          | Није се квалификовао | =21 / 33 (40)        |                      |              |        |
| Иван Јеромин                                              | Скок мотком      | 5,60         | 5,40              | 6 у гр. Б         | Није се квалификовао | =19 / 33 (40)        |                      |              |        |
| Виктор Кузњецов                                           | Троскок          | 17,29        | 16,60             | 8 у гр Б          | Није се квалификовао | 14 / 20 (22)         |                      |              |        |
| Јевгениј Виноградов                                       | Бацање кладива   | 80,58        | 72,90             | 8 у гр. А         | Није се квалификовао | 18 /27 (29)          |                      |              |        |
| Роман Авраменко                                           | Бацање копља     | 84,48        | 80,37             | 4 у гр. Б КВ'     | 82,05                | 5 / 33 Диск. ,       |                      |              |        |

- Атлетичари означене бројем 2 су учествовали и у некој од појединачних дусциплина.

Десетобој
| Дисциплина    | Алексеј Касјанов | Алексеј Касјанов | Алексеј Касјанов | Алексеј Касјанов | Алексеј Касјанов | Алексеј Касјанов |
| Дисциплина    | Лич. рек.        | Резултат         | Бод.             | Плас.            | Укупно           | Плас.            |
| ------------- | ---------------- | ---------------- | ---------------- | ---------------- | ---------------- | ---------------- |
| 100 м         | 10,50            | 10,99 ЛРС        | 863              | 17               |                  |                  |
| Скок удаљ     | 7,97             | 7,27             | 878              | 21               | 1.741            | 18               |
| Бацање кугле  | 15,72            | 14,05            | 731              | 18               | 2.472            | 20               |
| Скок увис     | 2,05             | 1,90 ЛРС         | 714              | 26               | 3.186            | 24               |
| 400 м         | 47,46            | 49,75 ЛРС        | 826              | 20               | 4.012            | 22               |
| 110 м препоне | 14,09            | НЗ               | 0                |                  | 4.012            | 28               |
| Бацање диска  | 51,95            | БП               | 0                |                  | 4.012            | 28               |
| Скок мотком   | 4,82             | НС               |                  |                  |                  |                  |
| Бацање копља  | 55,84            | НС               |                  |                  |                  |                  |
| 1.500 м       | 4:22,27          | НС               |                  |                  |                  |                  |
| Десетобој     | 8.479            |                  |                  |                  | НЗ               | БП               |

### Жене
| Атлетичарка                                                                 | Дисциплина       | Лични рекорд | Квалификације   | Квалификације   | Полуфинале            | Полуфинале            | Финале                | Финале       | Детаљи |
| Атлетичарка                                                                 | Дисциплина       | Лични рекорд | Резултат        | Место           | Резултат              | Место                 | Резултат              | Место        | Детаљи |
| --------------------------------------------------------------------------- | ---------------- | ------------ | --------------- | --------------- | --------------------- | --------------------- | --------------------- | ------------ | ------ |
| Наталија Погребњак                                                          | 100 м            | 11,17        | 11,28           | 4. у гр. 4 кв   | 11,36                 | 18 / 45 (46)          | Није се квалификовала | 29 / 48 (50) |        |
| Олесја Повх                                                                 | 100 м            | 11,08        | 11.41           | 5. у гр. 1 кв   | 11,41                 | 8. у гр 1             | Није се квалификовала | 22 / 45 (46) |        |
| Марија Рјемјењ                                                              | 200 м            | 22,58        | 22,63           | 1. у гр. 5 КВ   | 22,70                 | 2 у пф. 3             | 22,84                 | 7 / 48 (50)  |        |
| Христина Стуј                                                               | 200 м            | 22,66        | 22,86 ЛРС       | 2. у гр. 7 КВ   | 22,98                 | 4. у пф 2             | Није се квалификовала | 13 / 48 (50) |        |
| Јелисавета Бризгина                                                         | 200 м            | 22,44        | 22,84           | 2. у гр. 4      | 22,87                 | 5. пф 1               | Није се квалификовала | Диск.,       |        |
| Наталија Пигида                                                             | 400 м            | 51,09        | 51,17 ЛРС       | 3. у гр 4 КВ    | 51,02 ЛР              | 4. у гр. 3            | Није се квалификовала | 11 / 35 (36) |        |
| Олга Љахова                                                                 | 800 м            | 2:00,55      | 2:00,98         | 7.у гр 3        | Није се квалификовала | Није се квалификовала | Није се квалификовала | 19 / 32      |        |
| Наталија Лупу                                                               | 800 м            | 1:58,46      | 1:59,59 ЛРС     | 2. у гр 2 КВ    | 1:59,43 ЛРС           | 3. у пф 1 КВ          | 1:59,79               | 7 / 32       |        |
| Хана Плотицина                                                              | 100 м препоне    | 13,03        | 13,30           | 6. у гр. 3      | Није се квалификовала | Није се квалификовала | Није се квалификовала | 27 / 36 (37) |        |
| Хана Титимец                                                                | 400 м препоне    | 54,64        | 55,50           | 2 у гр. 2 КВ    | 54,63 ЛР              | 3 у пф. 2             | 54,72                 | 4 / 29 (32)  |        |
| Хана Јарошчук                                                               | 400 м препоне    | 54,35        | 55,45           | 4 у гр. 4 кв    | 54,92                 | 4. у пф. 1 кв         | 55,01                 | 6 / 29 (32)  |        |
| Валентина Жудина                                                            | 3.000 м препреке | 9:27,26 НР   | 9:37,79         | 4 у гр 1 КВ     |                       |                       | 9:33,73               | 7 / 27 (29)  |        |
| Катерина Кармањенко                                                         | Маратон          | 2:41:09      |                 |                 |                       |                       | 2:48:18 ЛРС           | 31 / 46 (72) |        |
| Олга Јаковенко                                                              | 20 км ходање     | 1:30:38      | 1:39:58         | 55 / 56 (62)    |                       |                       |                       |              |        |
| Људмила Ољановска                                                           | 20 км ходање     | 1:30,26      | 1:30:48         | 12 / 56 (62)    |                       |                       |                       |              |        |
| Олена Шумкина                                                               | 20 км ходање     | 1:25:32      | 1:31:54 ЛРС     | 19 / 56 (62)    |                       |                       |                       |              |        |
| Олесја Повх2 Наталија Погребњак2 Марија Рјемјењ2 Јелисавета Бризгина2       | 4 х 100 м        | 42,04 НР     | 43,12           | 3 у гр. 2       |                       |                       | Није се квалификовала | Диск.,       |        |
| Дарина Приступа Олга Земљак Алина Логвиненко Наталија Пигида2 Олга Љахова2* | 4 х 400 м        | 3:21,94 НР   | 3:29,63         | 1 у гр. 3 кв    | 3:27,38 НРС           | 5 / 15 (16)           |                       |              |        |
| Оксана Окуњева                                                              | Скок увис        | 1,94         | 1,88            | 10. у гр. А     | Није се квалификовала | 15 / 27               |                       |              |        |
| Марина Бех                                                                  | Скок удаљ        | 6,78         | 6,31            | 13. у гр. А     | Није се квалификовала | 25 / 29 (31)          |                       |              |        |
| Хана Корнута                                                                | Скок удаљ        | 6,72         | 6,53            | 6. у гр. Б      | Није се квалификовала | 14 / 29 (31)          |                       |              |        |
| Олга Саладуха                                                               | Троскок          | 14,99        | 14,69           | 1. у гр. А КВ   | 14,65                 |                       |                       |              |        |
| Руслана Цихоцка                                                             | Троскок          | 14,53        | 13,51           | 8. у гр. Б      | Није се квалификовала | 16 / 21               |                       |              |        |
| Олга Голодна                                                                | Бацање кугле     | 18,72        | 17,21           | 12. у гр. А     | Није се квалификовала | 21 / 29 (30)          |                       |              |        |
| Галина Облешчук                                                             | Бацање кугле     | 19,23        | 18,04           | 6. у гр. Б кв   | 18,08                 | 9 / 29 (30)           |                       |              |        |
| Наталија Семенова                                                           | Бацање диска     | 64,70        | 55,79           | 7 у гр А        | Није се квалификовала | 23 / 24 (26)          |                       |              |        |
| Ирина Секачова                                                              | Бацање кладива   | 74,52        | Није стартовала | Није стартовала |                       |                       |                       |              |        |
| Маргарита Дорожон                                                           | Бацање копља     | 62,01        | 58,23           | 10. у гр. Б     | Није се квалификовала | 19 / 27               |                       |              |        |
| Хана Гацко                                                                  | Бацање копља     | 61,46        | 58,63           | 9. у гр. А      | Није се квалификовала | 18 / 27               |                       |              |        |
| Вера Ребрик                                                                 | Бацање копља     | 66,86 НР     | 61,70           | 5 у гр. А КВ    | 58,33                 | 11 / 27               |                       |              |        |

- Атлетичарке у штафетама означене звездицама су резерве које нису учествовале у финалној трци штафета, а означене бројем 2 су учествовале и у некој од појединачних дусциплина.

Седмобој
| Дисциплина    | Хана Мељниченко | Хана Мељниченко | Хана Мељниченко | Хана Мељниченко | Хана Мељниченко |       |
| Дисциплина    | Лични рекорд    | Резултат        | Бод.            | Плас.           | Укупно          | Плас. |
| ------------- | --------------- | --------------- | --------------- | --------------- | --------------- | ----- |
| 100 м препоне | 13,26           | 13,29           | 1.081           | 2               |                 |       |
| Скок увис     | 1,86            | 1,86 =ЛР        | 1.054           | 5               | 2.135           | 1     |
| Бацање кугле  | 14,09           | 13,85           | 784             | 8               | 2.919           | 1     |
| 200 м         | 23,85           | 23,87 ЛРС       | 993             | 4               | 3.912           | 1     |
| Скок удаљ     | 6,74            | 6,49            | 1.004           | 3               | 4.916           | 1     |
| Бацање копља  | 45,11           | 41,87 ЛРС       | 703             | 16              | 5.619           | 1     |
| 800 м         | 2:12,54         | 2:09,85 ЛР      | 967             | 7               |                 |       |
| Седмобој      | 6.445           |                 |                 |                 | 6.586 ЛР        |       |